# Karl Pfleger (Mediziner)
Karl Pfleger (* 23. Januar 1924 in Pirmasens; † 24. Februar 2013 in Homburg) war ein deutscher Mediziner, Toxikologe und Hochschullehrer.

## Ausbildung und Beruf
Nach dem Abitur am Humanistischen Gymnasium Pirmasens und Kriegsdienst in der Wehrmacht studierte Pfleger ab 1943 ein Semester Medizin in Berlin und ein weiteres an der Julius-Maximilians-Universität Würzburg, wurde jedoch bald erneut zum Kriegsdienst herangezogen. Erst nach Ende der amerikanischen Kriegsgefangenschaft 1947 setzte er sein Studium an der Johannes Gutenberg-Universität Mainz fort und beendete es 1950 mit Staatsexamen und Promotion. Thema der Doktorarbeit war die Bestimmung der Milchsäurekonzentration.
Pfleger wurde zunächst Assistent bei seinem Doktorvater Konrad Lang, ging jedoch nach zwei Jahren zu Fritz Straßmann an das Max-Planck-Institut für Chemie. Nach Auflösung von Straßmanns Arbeitsgruppe befasste er sich ab 1953 an der Medizinischen Akademie in Düsseldorf unter Fritz Hahn mit Fragen des Nachweises und der Kinetik von Arzneimitteln. Nach dem Wechsel an die Universität des Saarlandes 1959, wo Walter Rummel, der Leiter des Pharmakologischen Instituts in Düsseldorf gewesen war, den Lehrstuhl für Pharmakologie und Toxikologie erhalten hatte, konnte er sich 1961 an der Universität des Saarlandes in Homburg habilitieren; Thema der Arbeit war die Permeabilität für Ionen und der Stoffwechsel am Erythrozyten. Pfleger wurde Oberassistent und 1967 außerordentlicher Professor an der Universität des Saarlandes und Leiter der neuen Abteilung für Toxikologie und biochemische Pharmakologie.
Im Jahr 1992 wurde Karl Pfleger emeritiert; er war noch in den darauf folgenden Jahren in seinem Fach tätig.

## Wissenschaftliche Arbeit
Der Schwerpunkt der Arbeit von Pfleger lag auf Fragen des Metabolismus von Arzneistoffen. Er erprobte dazu verschiedene analytische Verfahren, wie die Dünnschichtchromatographie, die Spektralphotometrie und die Infrarotspektroskopie. Ein  Massenspektrometer konnte Pfleger Anfang der 1970er Jahre über Drittmittel erwerben; damit verfügte er über das erste Gerät dieser Art an einer medizinischen Fakultät in Deutschland. Pfleger erkannte die
Gaschromatographie mit Massenspektrometrie-Kopplung als am besten geeignetes Verfahren und arbeitete an seiner Weiterentwicklung. Zusammen mit seinem späteren Nachfolger Hans H. Maurer und Armin Weber ein Handbuch mit Daten von Arzneistoffen, Giften und ihren Metaboliten, das als Standardwerk gilt und von Massenspektrometerherstellen als Datenbank genutzt wird.

## Werke
- Eine Methode zur quantitativen Bestimmung der Milchsäure. Universität Mainz, 1950. (Dissertation)
- Mass spectral and GC data of drugs, poisons and their metabolites. VCH, Weinheim 1985, ISBN 3-52726-303-9. (englisch, mit Hans H. Maurer und Armin Weber, zahlreiche Auflagen bis 2000, danach von den Mitautoren weitergeführt bis zunächst 2017)

## Auszeichnung
- Jean Servais Stas-Medaille, 1987